# Proceso a Giovanni di Giovanni
El proceso a Giovanni di Giovanni tuvo lugar en 1365 y formó parte de la campaña inquisitorial contra la sodomía llevada a cabo en Florencia durante la Edad Media principalmente contra la población masculina de la ciudad. Giovanni di Giovanni fue una de las víctimas más jóvenes, ya que se cree que tenía alrededor de 15 años en el momento del juicio.
Fue declarado culpable por el tribunal de justicia del Podestà como participante pasivo de relaciones sexuales con varios hombres. Se le tachó de ser «un público y notorio sodomita pasivo». Su condena se ejecutó el 7 de mayo de 1365 y consistió en ser exhibido públicamente a lomos de un burro y posteriormente castrado. Finalmente se abrasó su ano con un hierro al rojo vivo (como decía la sentencia: castigado en la parte de su cuerpo que se sabía que usaba para la práctica sodomita). No sobrevivió a esta tortura.
La persecución se desató tras la peste negra, la epidemia de peste bubónica que se había extendido en la ciudad dos años antes, y que muchos eclesiásticos habían asociado con la destrucción de Sodoma y Gomorra, por lo que culparon a los sodomitas de haber atraído la ira de Dios sobre las cabezas de la población. El remedio que propusieron fue purificar la ciudad del mal por medio del fuego, promoviendo quemas en la hoguera y otros castigos como el de Giovanni.